# Jean-Marie Laborde
 (septembre 2012).
Si vous disposez d'ouvrages ou d'articles de référence ou si vous connaissez des sites web de qualité traitant du thème abordé ici, merci de compléter l'article en donnant les références utiles à sa vérifiabilité et en les liant à la section « Notes et références ».
Jean-Marie Laborde, né le 25 janvier 1945, est un chercheur et entrepreneur français, ancien élève de l’École normale supérieure, agrégé de mathématiques (1969). Il est l’inventeur en 1985 du concept de géométrie dynamique.

## Formation
En 1964, élève du lycée Champollion à Grenoble, il devient Lauréat de la Fondation Zellidja pour son rapport de 2e voyage (2e Prix) sur le Groenland intitulé « La terre verte ». Son premier voyage avait été consacré à une étude du « Limes, autour des ruines militaires romaines en Germanie ».
Après une « taupe » au lycée Louis-le-grand à Paris il est reçu major au concours des Écoles Nationales Supérieures d'Ingénieurs et passe une année en tant qu’élève-ingénieur à l’École nationale supérieure d'informatique et de mathématiques appliquées de Grenoble, avant de démissionner pour entrer à l’École Normale Supérieure.

## Parcours professionnel
En 1970, il entre au Centre national de la recherche scientifique et il conduit, dans le cadre de l’Institut d’Informatique et de Mathématiques Appliquées de Grenoble (IMAG), ses premières recherches dans le domaine de l’informatique théorique.
Il soutient sa Thèse de Doctorat d’État en janvier 1977. Cette thèse est consacrée aux méthodes géométriques pour l'étude de certaines classes de graphes, particulièrement les hypercubes, en même temps qu’à des questions relevant de la démonstration automatique.
En 1981, il fonde avec un groupe de chercheurs le projet Cabri (Cahier de Brouillon Informatique), initialement consacré à la théorie des graphes.
En 1982, il crée le Laboratoire de Structures Discrètes et de Didactique, associé au CNRS et à l’Université Joseph Fourier de Grenoble, qu’il dirige jusqu’en 1994.
Durant cette période, il donne des enseignements de mathématiques et d’informatique, en tant que professeur d’université en France et en Allemagne. 
Il est aussi invité à donner des conférences dans de très nombreuses universités dans plus de 40 pays, situés sur les 5 continents.
En 1986, il impulse avec quelques étudiants et jeunes chercheurs, le projet Cabri-géomètre, une variante de Cabri centrée sur la pratique et l’enseignement de la géométrie.
Lors d’une conférence internationale qui se tient à Grenoble il présente le concept de « géométrie dynamique » qui sera repris par de nombreux acteurs dans différents pays.
En 1988 la première version de Cabri-géomètre obtient le trophée Apple du meilleur logiciel éducatif.
Jean-Marie Laborde est ensuite nommé Directeur de Recherche (CNRS) dans l’équipe EIAH (Environnements Informatiques d’Apprentissage Humain) au sein de l’Université Joseph Fourier de Grenoble et il devient, pour cette dernière, responsable d’une action de coopération importante avec Texas Instruments (Dallas, États-Unis), visant à adapter le logiciel Cabri-géomètre sur les calculatrices graphiques de ce constructeur.
En mars 2000 Jean-Marie Laborde décide de créer la société Cabrilog, en essaimage de l’Université Joseph Fourier (Grenoble) et du CNRS, qu’il quitte à cette date. 
C’est au sein de cette société que depuis, l’ensemble des logiciels basés sur la technologie Cabri est développé, sous l’impulsion permanente de Jean-Marie Laborde.
- Le logiciel Cabri II+ a été mis sur le marché dès 2002, puis en 2003, le premier logiciel de géométrie dynamique sur calculatrice graphique est mis à la disposition de Texas Instruments pour ses calculatrices TI-83 et TI-84.
- En 2005 Jean-Marie Laborde et Éric Bainville (Docteur en mathématiques), un des ingénieurs de recherche et développement de Cabrilog, présentent le premier logiciel de géométrie dans l’espace, Cabri 3D. Ce logiciel s’est vu décerner le BETT Award, par l’association britannique « British Education and Training Technology », qui regroupe l’essentiel des acteurs britanniques et internationaux dans le domaine des TICE.
- En 2010, un ensemble de logiciels dénommé « 1, 2, 3, Cabri… », développé à partir d’une nouvelle version de la technologie Cabri mise au point par Jean-Marie Laborde est présenté au marché de l’Enseignement Primaire avant d’être étendu et généralisé aux cycles du collège et du lycée.
- En 2020 Cabrilog achève une nouvelle version de Cabri qui est rendue gratuite : Cabri Express. Celle dernière peut fonctionner gratuitement sur tout appareil (ordinateur ou tablette) disposant d'un navigateur standard (par exemple Chrome ou encore Safari).

Cabrilog organise toute une série de conférences scientifiques sur le développement et les usages de Cabri dans l’éducation (CabriWorld et IberoCabri à São Paulo (Brésil), Montréal (Canada), Santiago de Chile, Saltillo(Mexico), Rome (Italie), Bogota (Colombie), Cordoba (Argentine), Querétaro (Mexique), Lima (Pérou).
Jean-Marie Laborde est membre de nombreux comités scientifiques, il a fait soutenir une quinzaine de thèses relevant des mathématiques discrètes ou des EIAH (Environnement Informatiques pour l’Apprentissage Humain). Il est l’auteur d’une centaine d’articles scientifiques au niveau international.

## Travaux
De ses nombreux travaux et publications scientifiques on peut extraire :
- une démonstration purement combinatoire du Théorème de Herbrand (logique du 1er ordre) CRAS 1978 ;
- la première caractérisation locale du graphe de l’hypercube - Discrete Mathematics 1982
- la découverte d’une famille de codes parfaits non linéaires - CRAS 1983 ;
- des notes et suppléments mathématiques et historiques pour l’édition française de « Preuves et Réfutations » de Imre Lakatos, en collaboration avec N. Balacheff en 1984 ;
- le concept d’un environnement informatique de « géométrie dynamique »  soumis en 1985 à Apple pour une dotation de machines Lisa et Macintosh ;
- la réalisation du 1er environnement de géométrie dynamique 3D en manipulation directe avec E. Bainville, édité en 2004 ;

## Prix et distinctions
- Lauréat de la Fondation Zellidja (2e Prix de 2e voyage) en 1964.
- Docteur Honoris Causa au College of St Olaf aux États-Unis en 2007.
- Docteur Honoris Causa — KNUE Université Pédagogique Nationale de Corée, en 2016

- . Chevalier de la Légion d'honneur (2012)[3]